# تاكاميتشي سيكي
تاكاميتشي سيكي (باليابانية: 関 隆倫) (16 يناير 1981 في ماتسودو في اليابان – )؛ هو لاعب كرة قدم ياباني سابق كان يلعب كلاعب وسط.

## وصلات خارجية
- تاكاميتشي سيكي على موقع رابطة كرة القدم اليابانية للمحترفين (اليابانية)